# Três Arroios
Três Arroios là một đô thị thuộc bang Rio Grande do Sul, Brasil. Đô thị này có diện tích 148,667 km², dân số năm 2007 là 3015 người, mật độ 20,28 người/km².